# 信用調査会社
信用調査会社（しんようちょうさがいしゃ）とは、企業や個人の信用度を調査する会社である。与信調査会社ともいう。

## 概要
世界最大手の企業情報提供会社はアメリカのダンアンドブラッドストリート（D&B）(en)である。
国内企業の信用調査業務
日本国内の企業の信用調査に関しては、最大手の帝国データバンク（TDB）と業界第2位である東京商工リサーチ（TSR）の両社で日本国内における信用調査業界の9割近いシェアを占める（TDBが約60%、TSRが約30%）とされており、寡占化が進んだ業界状況となっている。国内の外資系の信用調査会社では、クレディセイフ企業情報、エクスペリアンなどがある。その他、特定地域を中心に活動する企業として信用交換所（関西）、東京経済、データ・マックス（以上、九州）などがある。大手の信用調査会社から、比較的小規模な探偵調査会社に下請けとして業務が出される場合もある。
海外企業の信用調査業務
東京商工リサーチは、世界最大手の企業情報提供会社ダンアンドブラッドストリート（D&B）(en)が作成するレポート「ダンレポート」の国内独占販売権を有している。帝国データバンクは自社関連の調査会社を韓国に有するほか複数の海外信用調査会社と提携し、世界各国の企業情報を提供している。世界最大のエクスペリアンも海外企業情報の提供を2009年より開始、日本市場に参入した。また信用交換所もエクスペリアンと提携関係を結び2010年より海外企業信用調査事業を強化している。東京経済でも2010年より世界225カ国以上の企業信用調査を可能としている。人物情報世界最大のワンソースも海外企業情報の提供を2010年より開始、2016年にはイギリスを本社とするCreditsafeグループの日本法人、クレディセイフ企業情報が日本市場に参入した。データベース形式で海外企業情報を提供するビューロー・ヴァン・ダイクは、上場・非上場を含めて標準化された形式で世界最大の企業情報を有している。

## 信用調査の方法
信用調査の方法は、企業が自社で行う「直接調査」や「外部調査」があるが、信用調査会社のような第三者へ依頼するのを「依頼調査」と呼ぶ。しかし、実際に信用調査会社が行う調査方法は自社で「直接調査」や「外部調査」で行うのと同じ手法である。

### 直接調査
調査先から直接情報を入手する方法。調査対象とする企業をアポイントメントをとって訪問し、調査を行う「訪問調査」および、電話を利用して行う「電話調査」、e-メールやFAXを利用して行う「メール・FAX調査」がある。訪問調査ではヒアリングと同時に、企業の在庫や設備の状況、業務内容などの情報を収集する。

### 外部調査
調査対象の企業以外から情報を入手する調査方法。官公庁に登録された情報を閲覧して情報を収集する「官公庁調査」、インターネットやデータベースの検索から情報収集を行う「検索調査」などがある。近年では、ほとんどの企業が公式ウェブサイトを持っていることから、インターネットの検索サービスを利用して調査対象の企業サイトから情報を収集「検索調査」が多用されるが、求人情報サイトなど他のサイトから情報を収集することもある。

### 側面調査
直接調査で得られた情報が、正確な情報なのかを確認するために行うのが側面調査である。いわば裏付け調査であり、直接調査だけでは情報の入手が不十分な場合に行われる補完的調査。取引先や同業者、取引銀行など関係先から情報収集を行う。

### 依頼調査
企業が自社で調査せずに信用調査会社のような第三者へ依頼する調査方法をいう。しかし、実際に信用調査会社が行う調査方法は「直接調査」や「外部調査」で行うのと同じ手法である。

## ギャラリー

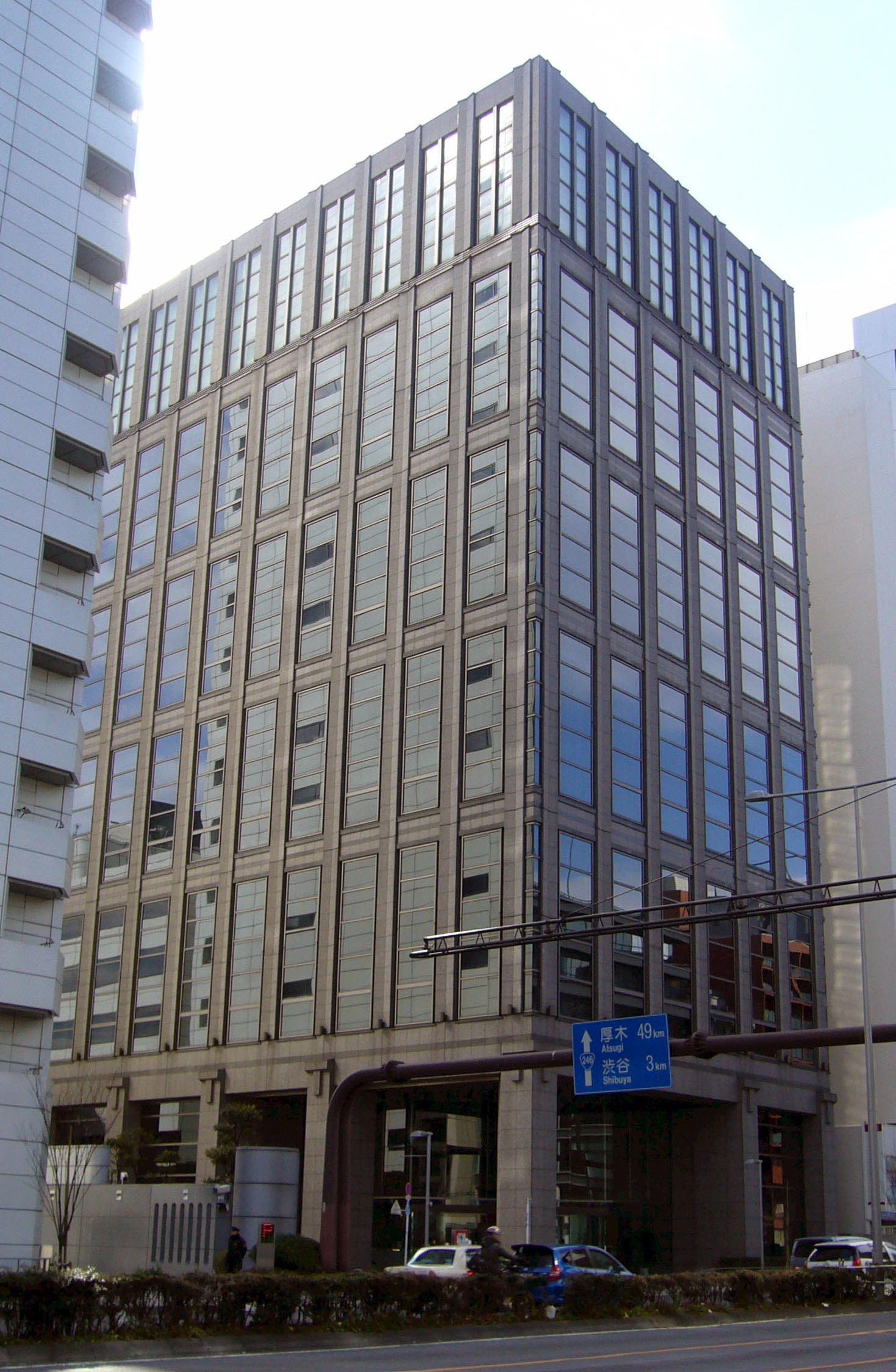
日本国内シェア第1位（約60%）最大手の帝国データバンク（TDB）本社
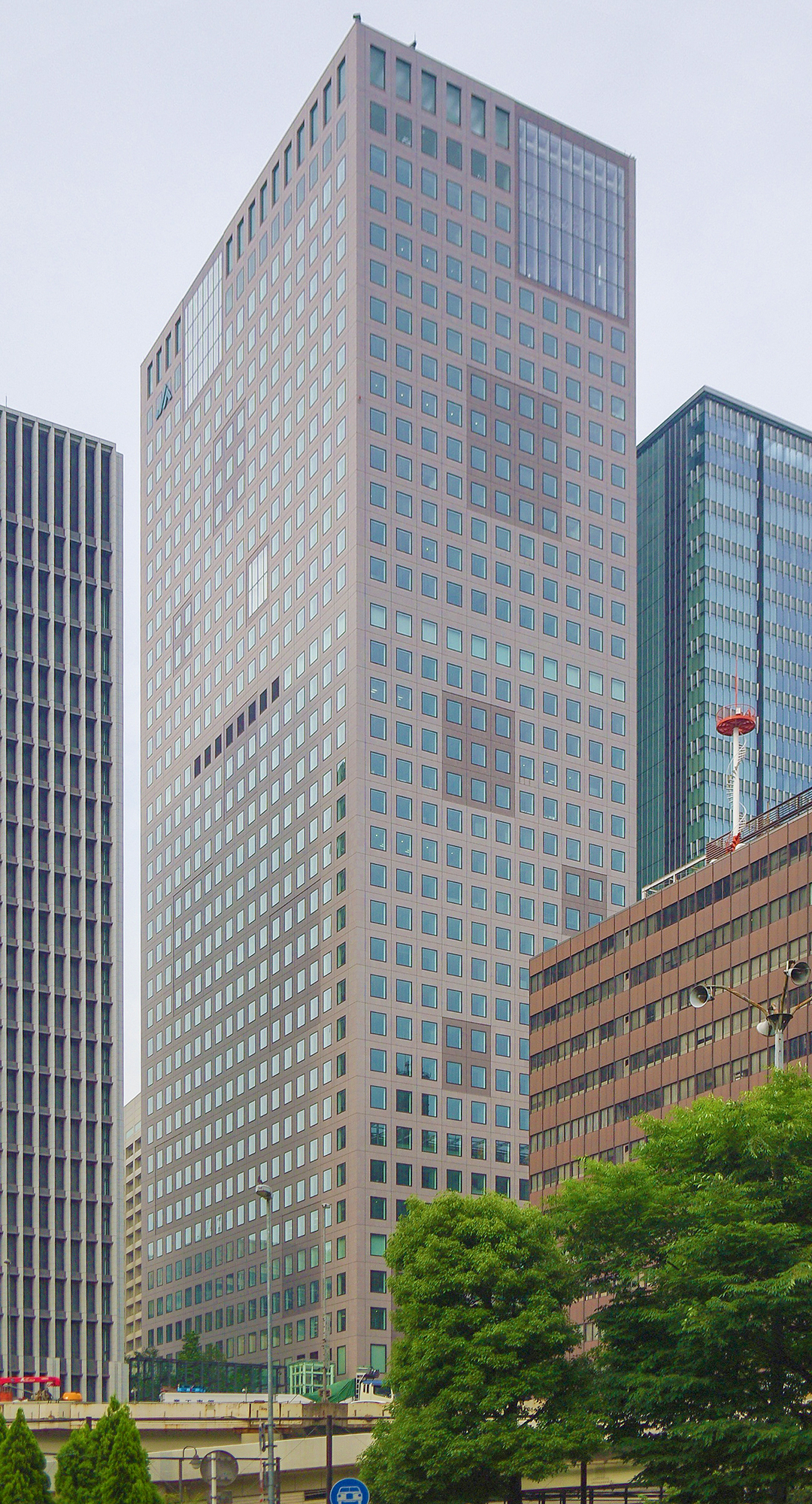
日本国内シェア第2位（約30%）業界第2位である東京商工リサーチ（TSR）本社（大手町JAビル）